# Avry-sur-Matran

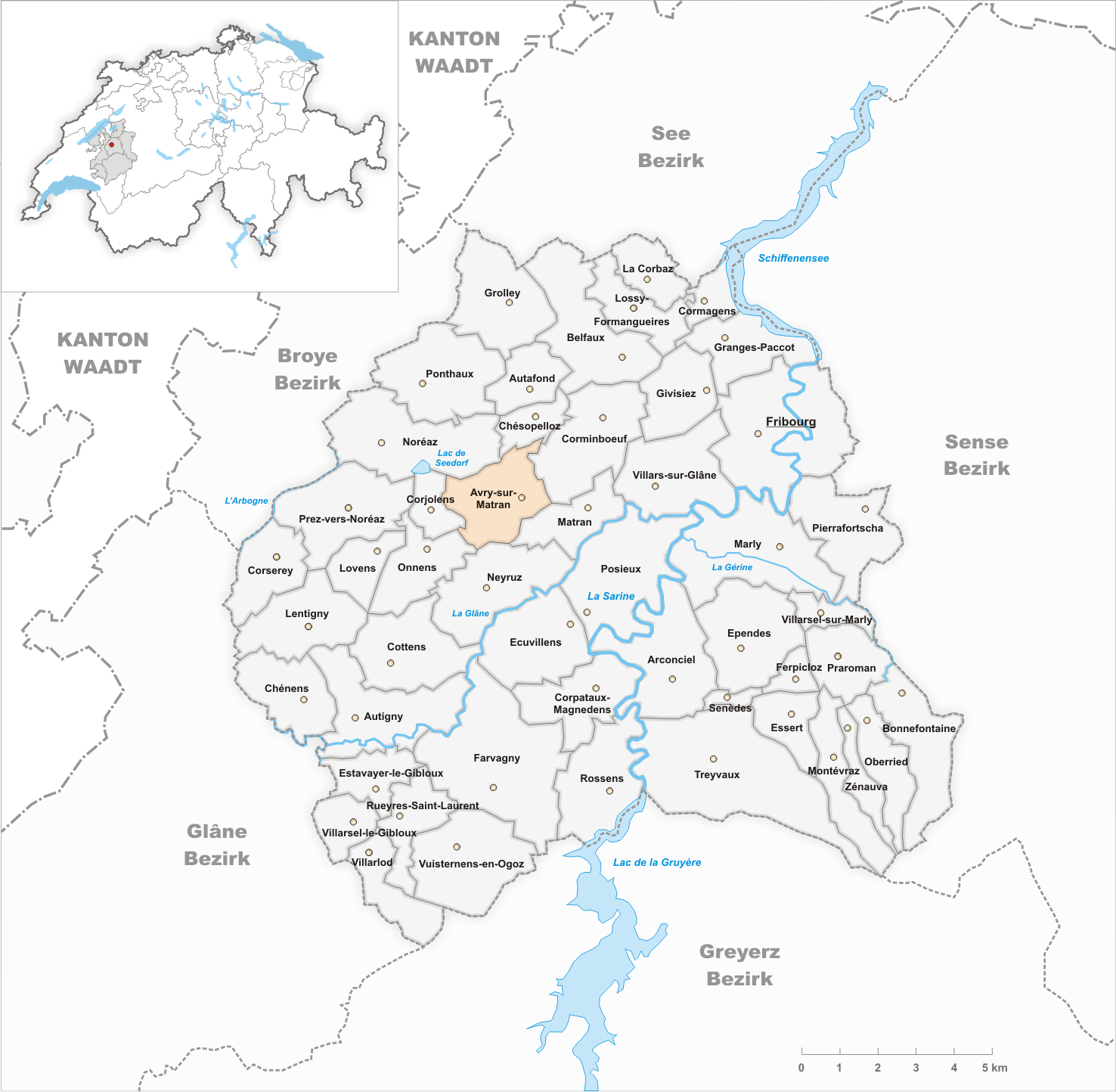
Gemeindestand vor der Fusion am 1. Januar 2001

Avry-sur-Matran ist eine ehemalige Gemeinde des Bezirks Saane des Kantons Freiburg in der Schweiz. Am 1. Januar 2001 wurde die Gemeinde mit der ehemaligen Gemeinde Corjolens zur Gemeinde Avry fusioniert.

## Geschichte
Avry-sur-Matran umfasst den Flecken Avry, Neubauquartiere sowie den Ortsteil Rosé, der sich seit dem Bau der Bahnstation 1880 entlang der Kantonsstrasse von Freiburg nach Payerne ausgebreitet hat. 1162 wurde es erstmals unter De Avriei erwähnt, deutsch früher Avry ob Matran. Avry-sur-Matran gehörte spätestens von 1442 an zur freiburgischen Alten Landschaft (Neustadtpanner) und 1798–1848 zum Distrikt Freiburg. Die Einwohner waren stets in Matran pfarrgenössig. Die Dreifaltigkeitskapelle wurde 1897 errichtet. Ein Herrschaftshaus der Familie de Buman (vor 1704) steht in Avry, ein Landsitz der Bourgknecht in Courtenay (18. Jahrhundert). Zugewanderte Berner eröffneten 1879 eine reformierte Privatschule deutscher Sprache. Die bedeutenden Torfvorkommen wurden während des Zweiten Weltkriegs ausgebeutet. Die ursprünglich bäuerliche Gemeinde hat sich seit 1960 zum Wohnvorort Freiburgs entwickelt und auch verschiedene Unternehmen angezogen, u. a. 1965 die Sofraver AG (Isolierglas) und 1973 ein Migros-Einkaufszentrum.

## Bevölkerung
Einwohnerzahlen: Volkszählungsdaten